# Hymenochaete macrospora
Hymenochaete macrospora är en svampart som beskrevs av Y.C. Dai 2000. Hymenochaete macrospora ingår i släktet Hymenochaete och familjen Hymenochaetaceae.   Inga underarter finns listade i Catalogue of Life.